# Sistema de control de tracció
El  Sistema de Control de Tracció  o TCS (Traction Control System), és un sistema de seguretat automobilística dissenyat per prevenir la pèrdua d'adherència quan el conductor s'excedeix en l'acceleració del vehicle o quan canvia bruscament de direcció. En general es tracta de sistemes electro-hidràulics.
Funciona de manera que, mitjançant l'ús d'aquests sensors i accionaments que empra el sistema antibloqueig de fre, es controla si en l'acceleració de les rodes de l'eix motriu de l'automòbil patina i en aquest cas, el sistema actua per tal de reduir el parell de gir i així recuperar l'adherència entre pneumàtic i superfície, prenent una (o més d'una a la vegada) de les següents accions:
- Retardar o suprimir l'espurna a un o més cilindres.
- Reduir la injecció de combustible a un o més cilindres.
- Frenar la roda que ha perdut adherència.

Algunes situacions comuns en les que pot arribar a actuar aquest sistema són les acceleracions brusques sobre ferms mullats i/o amb grava, així com sobre camins de terra.
Les sigles més comunes per a anomenar aquest sistema són ASR ( Automatic Stability Control  o Anti-Slip Regulation) i TCS ( Traction Control System ).

## Història
El predecessor dels sistemes moderns de control de tracció es pot trobar en els primers cotxes d'alt parell motor o de gran potència a les rodes del darrere, aquests van començar a limitar el nombre de revolucions del motor mitjançant un sistema conegut com a Positraction. Aquest sistema aconseguia transferir la potència a les rodes de forma individual reduint així el lliscament d'aquestes, tot i que permetia que en alguns casos la roda patinés.
Mercedes-Benz va ser el pioner i introductor del sistema electrònic de control de tracció en el mercat el 1971, la divisió Buick de la General Motors va introduir el MaxTrac, que utilitzava un sistema capaç de detectar el lliscament de les rodes i de modificar el mecanisme de transmissió per a proveir a les rodes de la màxima tracció possible, sense lliscament. Una exclusiva de Buick en el temps, que va ser opcional per a tots els models de cotxes, incloent el Riviera, Estate Wagon, Electra 225, Centurion i el popular LeSabre. Cadillac també va introduir el TMS (Traction Monitoring System) el 1979 en el redissenyat Eldorado. Va ser criticat per la seva lenta reacció i extrema tasa d'errors.

## Ús del control de tracció
- En vehicles de carretera: el control de tracció ha estat tradicionalment un aspecte de seguretat per a cotxes d'alt rendiment, els quals necessiten ser accelerats molt sensiblement per evitar que les rodes llisquin, especialment en condicions de mullat o neu. En els darrers anys, els sistemes de control de tracció s'han convertit ràpidament en un sistema equipat en tota mena de vehicles.
- En automòbil de competició: Permet una màxima tracció a accelerar després d'una corba, sense lliscament de rodes.
- En vehicles tot terreny: el control de tracció és usat en comptes de o en afegit a la mecànica de lliscament limitada. Això és freqüentment implementat amb un límit electrònic de lliscament, tan bo com altres controls computats del motor de transmissió. El lliscament de rodes és menor amb petites actuacions del fre, desviant més parell de gir a les rodes que no estan lliscant. Aquesta forma de control de tracció té un avantatge sobre un sistema de bloqueig diferencial i és que la direcció i el control del vehicle és més fàcil, per la qual cosa aquests sistemes poden estar contínuament activats. Això crea un menor estrès a la transmissió que és molt important en vehicles amb una suspensió independent (generalment més feble que els eixos sòlids). D'altra banda, només la meitat de les voltes seran aplicades a la roda amb tracció, comparat amb un sistema de bloqueig diferencial, i el maneig és menys predictible.

El control de tracció ha estat rebutjat per molts fanàtics de l'automobilisme. El control de tracció està prohibit en algunes competicions, sigui per reduir el cost de desenvolupar el sistema i perquè el pilot sigui l'encarregat d'evitar pèrdua de tracció. El control de tracció es pot implementar com a part del programa de la Unitat de Control del Motor (ECU), i això és molt difícil de detectar pels comissaris esportius. A Fórmula 1, tots els automòbils han de tenir des 2008 una ECU estàndard, capaç de ser verificada, per assegurar-se que cap participant disposi de control de tracció.